# Wincenty Nowina-Smagłowski
Wincenty Nowina-Smagłowski ps. Jacenty Toporek (ur. 26 lipca 1806 w Brodach – zm. 10 stycznia 1883 w Stanisławie) – poeta i bibliofil.
Był synem Ignacego herbu Nowina, pełnomocnika dóbr Wincentego Potockiego, następnie komornika granicznego w Wieliczce. Początkowo nauki pobierał w Tarnowie. Po śmierci ojca wraz z matką zamieszkał w Warszawie, gdzie ukończył z odznaczeniem liceum pijarów, po czym wstąpił do tego zgromadzenia. Po odbyciu nowicjatu w latach 1826-1829 był nauczycielem języków starożytnych w szkole Pijarów w Radomiu. Studiował w Królewskim Uniwersytecie Warszawskim. W czasie studiów był nauczycielem języków starożytnych w konwikcie Pijarów w Warszawie. 21 lipca 1830 aresztowany i skazany na ciężkie więzienie za skandowanie patriotycznych haseł podczas koronacji cara Mikołaja I na króla Polski. Wydany władzom galicyjskim zwolniony z więzienia w 1832, był guwernerem w Galicji. W opinii społecznej Smagłowski uchodził za prototyp Kordiana. W latach trzydziestych wystąpił ze zgromadzenia Pijarów, Ożenił się z baronówną Józefą Lasallaye, córką właściciela Frysztaka,  objął w dzierżawę Wolę Grządzką pod Tarnowem. Tu padł ofiarą rzezi w 1846 roku. Aresztowany 19 lutego 1846 i osadzony w więzieniu stracił cały swój majątek. Zwolniony dopiero w 1848, zamieszkał we Lwowie, gdzie też był czynny politycznie. W 1848 należał do deputacji adresowej do cesarza. Osądzony za agitację wśród chłopów na 20 lat twierdzy, został osadzony w Ołomuńcu. Ze względu na zły stan zdrowia udzielono mu amnestii 13 maja 1857. Po uwolnieniu wyjechał do Francji, gdzie uczył w polskiej szkole.  Do Galicji wrócił dopiero w 1872. Zamieszkał w Stanisławowie dzięki pomocy byłego współpracownika Władysława Platera. Kierował tam do końca życia, jako kustosz z płacą 300 zł rocznie, nowo utworzoną biblioteką miejską, której był głównym ofiarodawcą. Przekazał bowiem zakupiony w Paryżu i przewieziony do Galicji znaczny księgozbiór, obejmujący bogate działy – historyczny i archeologiczny, broszur politycznych, starodruki polskie, pisma emigracyjne i zagraniczne polonica oraz znaczny zbiór kartograficzny. Był autorem tomiku wierszy Krakowiaki porabacyjne. 
Pochowany w kwaterze powstańców listopadowych na Cmentarzu Sapieżyńskim w Stanisławowie.